# Gesellschaft für modernes Leben

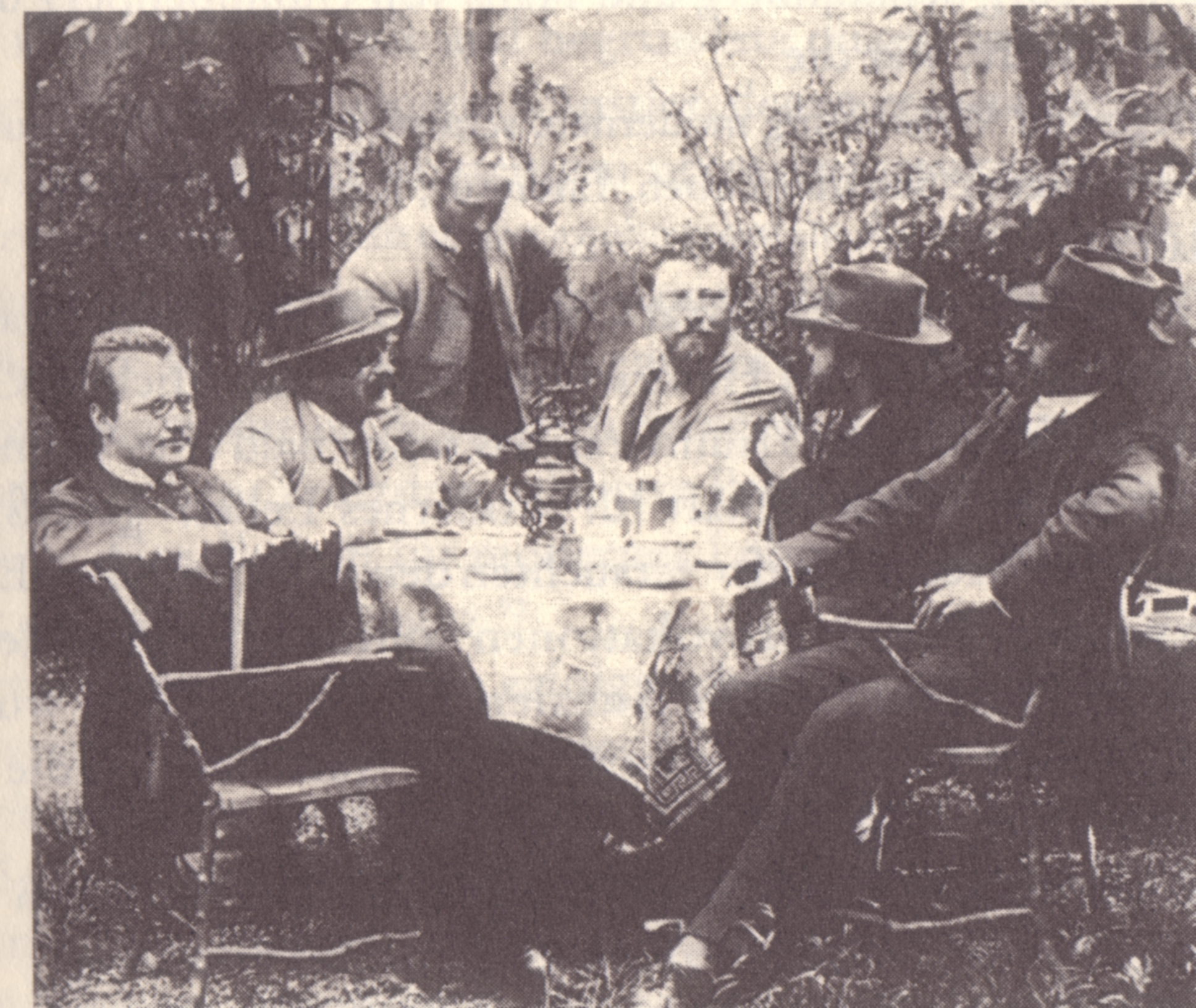
Mitglieder der Gesellschaft für modernes Leben: Otto Julius Bierbaum, Georg Schaumberg, Oskar Panizza, Michael Georg Conrad, Hanns von Gumppenberg und Julius Schaumberger (um 1893).

Die Gesellschaft für modernes Leben war ein Münchner Literatur- und Theaterverein, der die moderne Literatur, insbesondere die des Naturalismus fördern wollte.
Die Gesellschaft wurde am 18. Dezember 1890 gegründet. Ihr erster Vorsitzender, zentrale und tragende Figur war der Dichter Michael Georg Conrad, der seit 1885 auch Herausgeber der naturalistischen Zeitschrift Die Gesellschaft war. Die Gesellschaft für modernes Leben selbst gab die Zeitschrift Moderne Blätter heraus.
In der ersten Ausgabe der Münchner Flugschriften war das von Conrad am 29. Januar 1891 gehaltene Grundsatzreferat zur Einführung der Gesellschaft abgedruckt worden.
Zu den Mitgliedern der von Julius Schaumberger konzipierten Gesellschaft zählten Otto Julius Bierbaum, Oskar Panizza, Heinrich von Reder, Hanns von Gumppenberg, Detlev von Liliencron, Ludwig Scharf und Anna Croissant-Rust, die den Gründungsaufruf unterzeichneten. Ziel der Gesellschaft war die „Pflege und Verbreitung modernen, schöpferischen Geistes auf allen Gebieten: Soziales Leben, Literatur, Kunst und Wissenschaft“. Oskar Panizza hielt 1891 vor der Gesellschaft den Vortrag Genie und Wahnsinn, in welchem er Thesen, Beispiel und Argumentationsketten aus Cesare Lombrosos Genio e Follia übernahm. Am 12. November 1891 begründete nach nur einem Jahr als Vorsitzender der sich zum Christentum bekennende Conrad seinen Rücktritt mit dem elitären Gebaren der jungen Künstler.
Bereits 1893 löste sich die Münchner Gesellschaft für modernes Leben auf. Trotz ihres kurzen Bestehens war ihre Bedeutung für die sogenannte Münchner Moderne enorm.